# みなべ町紀州南高梅使用のおにぎり及び梅干しの普及に関する条例

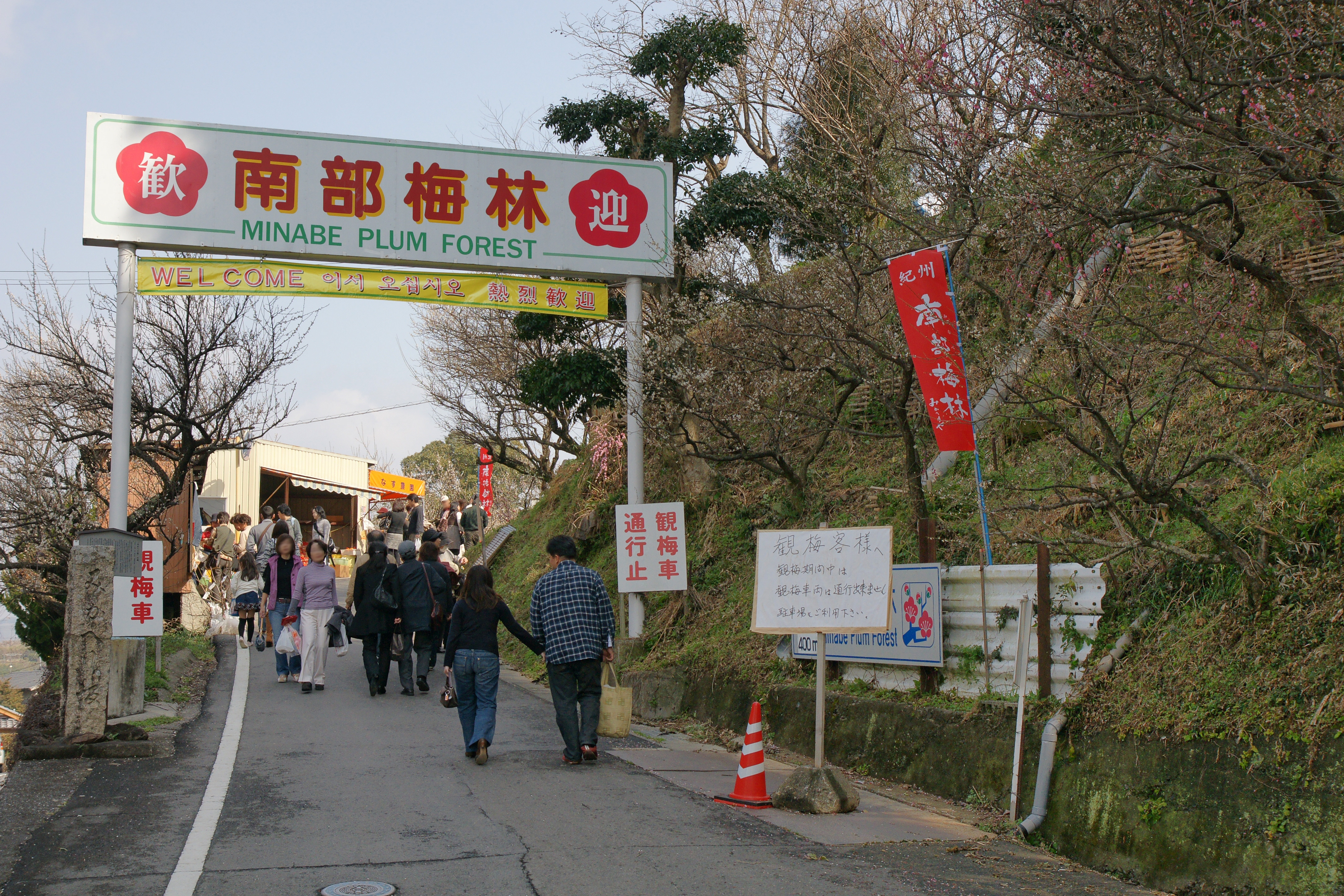
南部梅林

みなべ町紀州南高梅使用のおにぎり及び梅干しの普及に関する条例（みなべちょうきしゅうなんこううめしようのおにぎりおよびうめぼしのふきゅうにかんするじょうれい、平成26年みなべ町条例第23号）は、紀州南高梅を使用したおにぎりの奨励、梅干し等の梅製品の普及促進等を目的とする和歌山県日高郡みなべ町の条例である。略称は、梅干しでおにぎり条例又は梅干しおにぎり条例。

## 沿革
和歌山県の梅の生産量は都道府県別で全国一であり、その中でもみなべ町は日本一の梅産地である。また、同町は南高梅発祥の地でもあり、同町の就業人口の大部分が梅関連に携わっているなど、同町と梅産業は極めて密接な関係にある。
しかし、近年は全国的に梅の需要が低下しており、総務省の調査によれば、梅に対する1世帯当たりの年間支出額は1999年（平成11年）から2019年（令和元年）の間に約2割も減少しており、購入量も2002年（平成14年）がピークであり、2017年（平成29年）にはその約7割まで減少してしまった。これにより、価格の低下や消費量の低下が起こり、みなべ町の地域経済に深刻な影響を与えていた。
消費量の減少は特に若年層の梅離れから来ていると見られ、70歳以上の世帯と20歳未満の世帯では、梅に対する年間支出額もその購入量も約5倍の開きがあった。若年層が梅を嫌う理由は、酸っぱいことを毛嫌いしていると考えられている。
そこで、自身も梅農家である下村勤町議（みなべ町議会産業建設常任委員会委員長）が、梅干しを使ったおにぎりを奨励して地産地消により梅の消費拡大を狙い、町民の意識を高めることを目的として条例の制定を提案した。
制定に当たっては、2014年（平成26年）9月17日に紀州梅干生産者協議会、紀州梅干組合、紀州農業協同組合等と意見交換会を開き関係者の意見を聞いた上で、委員会発議で本条例案を提出し、同月26日、全会一致で本条例は可決され、同年10月1日から施行された。

## 内容
全5条からなる短い条例である。本条例には前文が付されており、本条例の趣旨・目的が述べられている。
- みなべ町は、「梅干しでおにぎり」を推奨するほか、生産者・事業者と連携を図り、梅精神の普及促進に必要な措置を講ずる（第1条）
- 生産者（梅の生産に携わる者）は、高品質な南高梅の安定生産を目指すほか、安全性・信頼性を確保するように努める（第2条）
- 事業者（梅製品の生産・販売業者）は、梅製品の開発研究を推進し、普及啓発に努める（第3条）
- みなべ町民は、「梅干しでおにぎり」等の梅製品の普及促進に協力し、健康増進に努める（第4条）
- みなべ町・生産者・事業者・みなべ町民は、「梅干しでおにぎり」等の普及促進に相互に連携して協力する（第5条）

なお、本条例は宣言条例であり、強制力はなく、仮に違反しても罰則は定められていない。

## 制定後の状況
本条例が施行されてから、毎年6月6日の梅の日に、みなべ町小中学校において給食の時間に梅干しでおにぎりを児童らが自分で握って食べるようになった。その他、給食でも梅を使った献立が提供されている。
また、本条例の制定をきっかけに、南魚沼市コシヒカリの普及促進に関する条例（平成25年南魚沼市条例第38号）を定める新潟県南魚沼市との間で「日本の食文化推進連携協定」を結び、小学校同士で交流が行われたり、首都圏での販売促進での協力、食材の相互融通等が行われている。